# Pavel Osmančík
Pavel Osmančík (* 26. únor 2000) je český fotbalový pravý záložník a obránce, od roku 2023 působící v týmu SK Dynamo České Budějovice.

## Kariéra
Fotbalově vyrůstal nejdříve v SK Horních Měcholupech a poté v Bohemians. Zde strávil začátek své fotbalové kariéry. V této době hostoval v různých týmech. V červenci roku 2023 přestoupil do jihočeského týmu SK Dynamo České Budějovice. V únoru roku 2024 byl poslán na hostování do týmu FC Silon Táborsko. V červnu téhož roku se z hostování vrátil zpět. 

## Osobní život
Pavel Osmančík úspěšně dokončil studium oboru podniková ekonomika a management na Podnikohospodářské fakultě Vysoké školy ekonomické (VŠE).